# Kazans Kreml
Kazans Kreml (ryska: Казанский Кремль; tatariska: Казан кирмәне) är Tatarstans historiska huvudcitadell och ligger i staden Kazan, Ryssland. Det byggdes på uppdrag av Ivan den förskräcklige på ruinerna av det gamla Kazankhanatets slott mellan åren 1556-62.
Arkitekterna för återuppbyggandet var Postnik Jakovlev, som även ritade Vasilijkatedralen i Moskva, och Ivan Shiryai.
2000 fick Kazans Kreml världsarvsstatus.